# Большой Ингаир
Большой Ингаир — река в России, протекает в Тюменской области. Устье реки находится в 488 км по правому берегу реки Иртыш. Длина реки составляет 98 км, площадь водосборного бассейна 944 км².

## Притоки
- 8 км: Большой Маулень (пр)
- 43 км: Малый Ингаир (лв)

## Данные водного реестра
По данным государственного водного реестра России относится к Иртышскому бассейновому округу, водохозяйственный участок реки — Иртыш от впадения реки Тобол до города Ханты-Мансийск (выше), без реки Конда, речной подбассейн реки — бассейны притоков Иртыша от Тобола до Оби. Речной бассейн реки — Иртыш.
Код объекта в государственном водном реестре — 14010700112115300013104.